# Гусиний острів
Гусиний острів — ботанічний заказник місцевого значення. Об'єкт розташований на території Новомиргородського району Кіровоградської області, поблизу с. Троянове.
Площа — 8,6 га, статус отриманий у 1995 році.